# Refuge du Sélé
Le refuge du Sélé est un refuge situé en France dans le département des Hautes-Alpes en région Provence-Alpes-Côte d'Azur d'une capacité de 76 places. Il est situé au sommet de la barre rocheuse fermant le vallon du Sélé.

## Histoire
Le mot Sélé provient vraisemblablement de lou seilh, signifiant « congère ». Le premier refuge, construit en 1924, à 2 700 m, sous un auvent rocheux, a été détruit par l'effondrement de ce bloc, en 1954. Il était situé sous l'Ailefroide orientale et était nommé refuge de Provence. Le second refuge a été construit en bois, en 1957, à la suite de cet incident. Il est situé plus en aval, sur un promontoire dominant la rive gauche du glacier du Sélé, à 2 511 mètres d'altitude.
Un nouveau refuge est construit en dur, un peu plus bas, en 1983. Il appartient au Club alpin français et a une capacité de 76 places. Il est gardé de mi-juin à début septembre.
L'ancien refuge est restauré pendant l'été 2001 par une équipe de compagnons dirigée par Louis Chiorino. Il sert actuellement de refuge d'hiver et a une capacité de 20 places. Il est à 30 minutes de marche du nouveau refuge.

## Accès
La montée se fait en environ 3 h 30 à partir du camping d'Ailefroide. Attention : la dernière partie demande le franchissement d'une barre rocheuse un peu délicate pour des personnes non aguerries. Des câbles sont en place pour faciliter les passages aériens.
Dénivelé : 1 000 mètres

## Ascensions
- Col du Sélé (3 283 m)
- Pointe du Sélé (3 556 m)
- Cime du Coin (3 527 m)
- Col de l'Ailefroide (3 337 m)
- Ailefroide (3 954 m)
- Pic du Coup de Sabre (3 699 m)
- Coup de Sabre (3 494 m)
- Pointe des Bœufs-Rouges (3 516 m)

## Traversées
Refuge du Sélé – Refuge de la Pilatte par le col du Sélé (3 283 m).